# Дидваке
Дидваке (груз. დიდვაკე) — село в Грузии, на территории Харагаульского муниципалитета края (мхаре) Имеретия.

## География
Село находится в западной части Грузии, на берегах реки Чхеримелы, на расстоянии 7 километров к юго-востоку от посёлка городского типа Харагаули, административного центра муниципалитета. Абсолютная высота — 373 метра над уровнем моря.

## Население
По результатам официальной переписи населения 2014 года, в Дидваке проживало 175 человек (78 мужчин и 97 женщин). В национальной структуре населения грузины составляли 100 %.
| Год  | Население, человек |
| ---- | ------------------ |
| 2002 | 236                |
| 2014 | ↘ 175              |